# Корен (село)
Вижте пояснителната страница за други значения на Корен.
Корен е село в Южна България. То се намира в община Хасково, област Хасково. На неговата територия се намира голям полигон на българската армия, където редовно се правят национални и международни учения.

## География
Намира се на 6 км югоизточно от село Малево.

## Население

### Етнически състав
Преброяване на населението през 2011 г.
Численост и дял на етническите групи според преброяването на населението през 2011 г.:
|                     | Численост | Дял (в %) |
| Общо                | 406       | 100,00    |
| Българи             | 193       | 47,53     |
| Турци               | 17        | 4,18      |
| Цигани              | 115       | 28,32     |
| Други               | 0         | 0,00      |
| Не се самоопределят | 3         | 0,73      |
| Неотговорили        | 78        | 19,21     |